# 浪費NIGHT樂園
《浪費NIGHT樂園》（日语：もったいないとらんど）是Kyary Pamyu Pamyu的第7張單曲。2013年11月6日由日本華納音樂發售。

## 概要
標題中（勿體無）是對浪費感到後悔的感嘆句。
與前作《INVADER INVADER》相隔約6個月。分為初回限定盤和通常盤2種形態發售。本單曲依然由中田康貴擔任歌曲的製作人。

## 收錄曲
CD
全作詞、作曲、編曲：中田康貴
1. 浪費NIGHT樂園（もったいないとらんど） 
  - au CM歌曲
2. 超強氣場（すんごいオーラ） 
  - 三詩達（日语：サンスター）Ora² CM歌曲
3. 忍者棒棒 -加長混音版-（にんじゃりばんばん（extended mix））
4. 浪費NIGHT樂園–演奏版-（もったいないとらんど -instrumental-）
5. 超強氣場–演奏版-（すんごいオーラ-instrumental-）

### 初回限定盤DVD
1. 《浪費NIGHT樂園》舞蹈教學影片by 卡莉舞群（もったいないとらんど ふりつけビデオ by きゃりーダンサー）

## 外部連結
- 臺灣華納唱片頁面
- 日本華納唱片頁面 （页面存档备份，存于）